# رودي فان غيلدر
رودي فـان غيلدر (بالإنجليزية: Rudy Van Gelder)‏ هو مهندس وملحن ومهندس الصوت ومنتج أسطوانات أمريكي، ولد في 2 نوفمبر 1924 في جيرسي سيتي في الولايات المتحدة، وتوفي في 25 أغسطس 2016 في إنغلوود كليفس ‏ في الولايات المتحدة.

## وصلات خارجية
- رودي فـان غيلدر على موقع IMDb (الإنجليزية)
- رودي فـان غيلدر على موقع ميوزك برينز (الإنجليزية)
- رودي فـان غيلدر على موقع أول ميوزيك (الإنجليزية)
- رودي فـان غيلدر على موقع ديسكوغز (الإنجليزية)
- رودي فـان غيلدر على موقع قاعدة بيانات الفيلم (الإنجليزية)